# Daniel Ahmed
Daniel Héctor Ahmed (Buenos Aires, 22 de noviembre de 1965) es un exfutbolista argentino nacionalizado peruano. Jugaba de delantero y militó en distintos equipos de Argentina, Paraguay, España, Chile y Japón.

## Trayectoria
Daniel Ahmed es un técnico argentino nacionalizado peruano, con una primera etapa profesional en el fútbol base, Nueva Chicago, Estudiantes de La Plata, y Atlas Fútbol Club en donde asumió el cargo de coordinador general, logrando la salida a primera división de muchos valores.
De escuela Bielsista trabajo en el fútbol profesional como técnico alterno con Claudio Vivas en Racing, el mismo cargo lo ejerció en el San Lorenzo de Almagro junto a Leonardo Madelón. En el 2013 dirigió a la Selección de fútbol sub-20 de Perú en el Campeonato Sudamericano Sub-20 disputado en Argentina, pasando su grupo en primer lugar luego de ganarle a Brasil 2 a 0 y eliminarlo de la competencia, quedando en el hexagonal final sin oportunidad de clasificar al mundial al empatar su último juego con Chile, cuando solo le servía ganar. Esta selección resultaría ser una base determinante en la clasificación al mundial de Rusia 2018.
Su inicio como Director Técnico profesional se produce a inicios de 2014 en el Club Sporting Cristal logrando el Torneo Clausura y el título nacional 2014. En 2015 consigue ganar el Torneo Apertura y llegar nuevamente a la final por el torneo nacional 2015, obteniendo el subcampeonato en su segunda final consecutiva.
De 2016 a 2019 es contratado por 4 años por la Federación Peruana de Futbol, como jefe de la Unidad Técnica de Menores, con el objetivo de desarrollar el futbol de menores a nivel Nacional y las selecciones juveniles, logra imponer la obligatoriedad de q todos los equipos profesionales estén obligados a contar con sub-13, sub-15, sub-17 y reservas, un torneo Nacional q promovía la competencia, 24 centros de captación de talentos en cada una de las 24 regiones del país y una plataforma educativa online, gratuita para entrenadores. en 2019 ante el cambio de mando de la Federación y la decisión de no inversión en los desarrollos deportivos decide no renovar su contrato.
En el año 2020 es contratado por el Club Alianza Lima como Director de Planeamiento y Desarrollo Deportivo. Cargo que desarrolla hasta el mes de noviembre, cuando es nombrado como nuevo técnico absoluto del primer equipo por los últimos cinco partidos de la temporada, no pudiendo ganar ningún partido estando al mando.

## Clubes

### Como futbolista
| Club                | País      | Año       |
| ------------------- | --------- | --------- |
| San Lorenzo         | Argentina | 1986-1991 |
| Cádiz               | España    | 1992      |
| Consadole Sapporo   | Japón     | 1992      |
| Cerro Porteño       | Paraguay  | 1993      |
| Deportes Concepción | Chile     | 1994-1995 |

### Como entrenador
Actualizado al último partido dirigido el 30 de julio de 2023.
| Club                     | País  | Año       | PD  | PG | PE | PP | Rendimiento |
| ------------------------ | ----- | --------- | --- | -- | -- | -- | ----------- |
| Selección Peruana sub-20 | Perú  | 2012-2013 | 9   | 3  | 3  | 3  | 44.44%      |
| Sporting Cristal         | Perú  | 2014-2015 | 102 | 46 | 30 | 26 | 68.91%      |
| Selección Peruana sub-20 | Perú  | 2018-2019 | 6   | 3  | 0  | 3  | 50%         |
| Alianza Lima             | Perú  | 2020      | 6   | 0  | 1  | 5  | 5.56%       |
| Atlético Grau            | Perú  | 2023      | 23  | 6  | 6  | 11 | 34.79%      |
| Total                    | Total | Total     | 146 | 58 | 40 | 48 | 48.86%      |

## Palmarés

### Campeonatos nacionales
| Título           | Club             | País | Año  |
| ---------------- | ---------------- | ---- | ---- |
| Torneo Clausura  | Sporting Cristal | Perú | 2014 |
| Primera División | Sporting Cristal | Perú | 2014 |
| Torneo Apertura  | Sporting Cristal | Perú | 2015 |